# Балдж

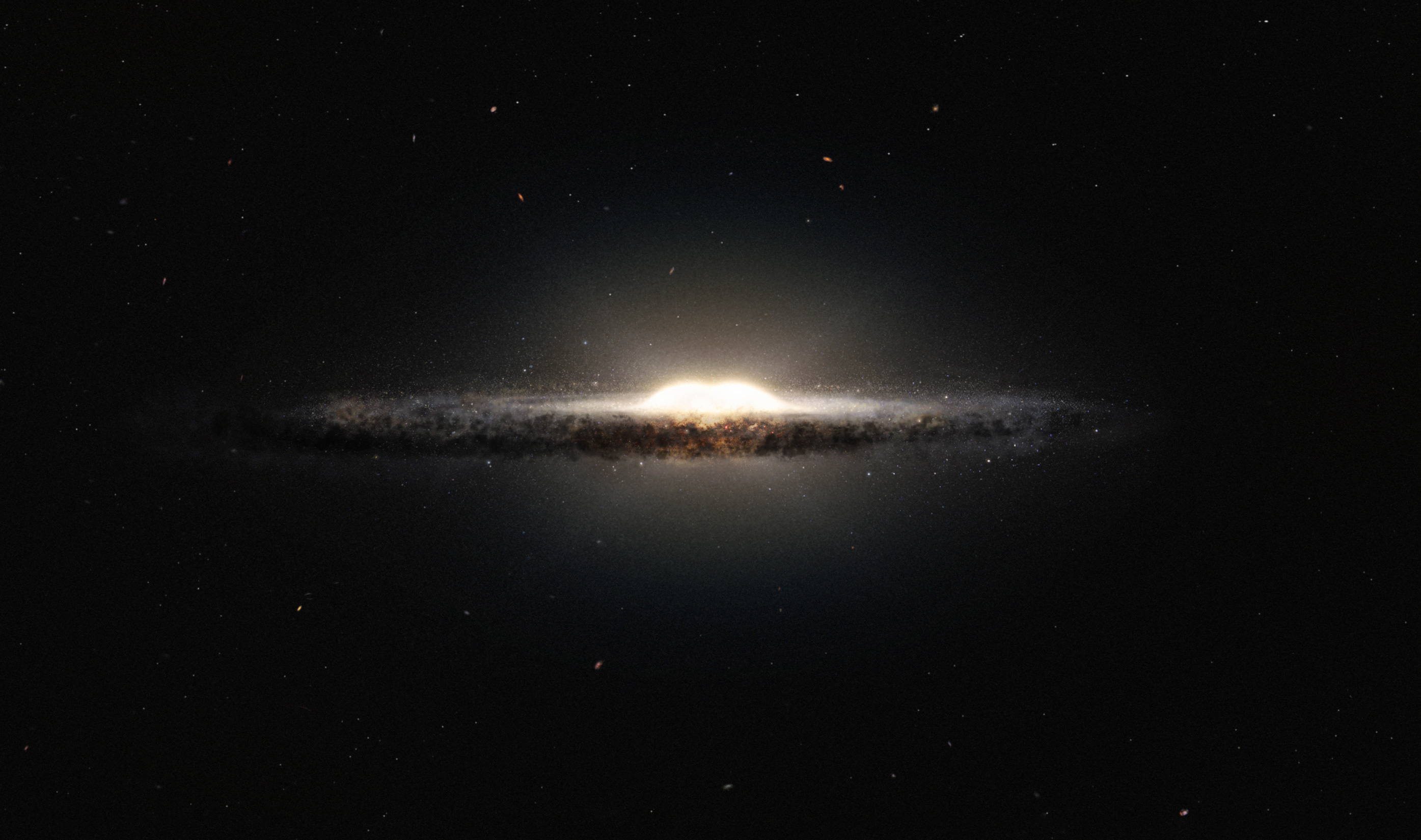
Балдж Чумацького Шляху в уяві художника.

Балдж (англ. bulge — випуклість) також галактичний балдж — скупчення зір у центральній зоні спіральної галактики, яке має кулясту форму; внутрішня, найщільніша частина сфероїдального компонента спіральної галактики. У спіральних галактиках, які спостерігаються «з ребра», балдж має вигляд кулястого потовщення у центрі диска.
Середній радіус балджа ~200 парсек, маса (разом із гало) ~(2—8)×1010 мас Сонця. У балджах багатьох спіральних галактик простежується значний надлишок ультрафіолетового випромінювання.
В основному балджі складаються з червоних гігантів, червоних карликів, наднових типу SN II, змінних зір типу RR Ліри, кулястих скупчень. Діаметр балджа нашої Галактики — близько 4000 парсек.

## Класичні балджі

Зображення галактики Боде, галактики з класичним балджем. Спіральна структура закінчується на початку балджу.

Балджі, які мають властивості, подібні властивостям еліптичних галактик, часто називають «класичними балджами» через їх схожість з історичним виглядом балджів. Ці опуклості складаються в основному зі старших зірок, зірок Популяції II, і тому мають червонуватий відтінок (див. еволюцію зірок). Ці зірки також знаходяться на орбітах, які, по суті, є випадковими порівняно з площиною галактики, надаючи опуклості виразну сферичну форму. Через відсутність пилу та газів балджі майже не утворюють зірок. Розподіл світла описується профілем Серсіка.

## Дископодібні балджі

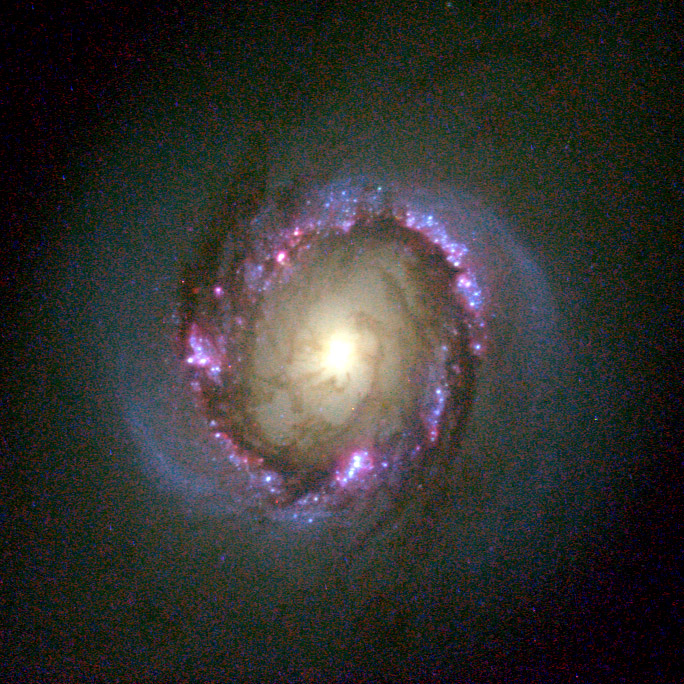
Центральна область NGC 4314, галактики з ядерним кільцем, що утворюють зірки

Багато балджів мають властивості, більш схожі на властивості центральних областей спіральних галактик, ніж еліптичних галактик. Їх часто називають псевдобульгами або дископодібними балджами. Ці опуклості містять зірки, які обертаються не випадково, а впорядковано в одній площині з зірками зовнішнього диска. Це дуже контрастує з еліптичними галактиками.
Подальші дослідження (з використанням космічного телескопа Хаббл) показують, що балджі багатьох галактик не позбавлені пилу, а радше демонструють різноманітну та складну структуру. Ця структура часто виглядає схожою на спіральну галактику, але набагато менша. Гігантські спіральні галактики зазвичай у 2–100 разів більші за розміри тих спіралей, які існують у балджах. Там, де вони існують, ці центральні спіралі домінують у світлі опуклості, в якій вони знаходяться. Як правило, швидкість, з якою утворюються нові зірки в псевдобалджах, подібна до швидкості, з якою утворюються зірки в дискових галактиках. Іноді опуклості містять ядерні кільця, які утворюють зірки зі значно вищою швидкістю (на площу), ніж зазвичай у зовнішніх дисках, як показано на NGC 4314 (див. фото).